# Tuffi ai Giochi della VII Olimpiade
Le competizioni di tuffi ai  Giochi della VII Olimpiade si sono svolte allo Stade Nautique di Anversa tra il 22 e il 29 agosto 1920.  Si sono disputati cinque eventi, tre maschili e due femminili.

## Podi

### Maschili
| Evento                      | Oro               | Perform. | Argento           | Perform. | Bronzo        | Perform. |
| Trampolino (dettagli)       | Louis Kuehn       | 675,40   | Clarence Pinkston | 655,30   | Louis Balbach | 649,50   |
| Piattaforma (dettagli)      | Clarence Pinkston | 503,30   | Erik Adlerz       | 495,40   | Harry Prieste | 468,65   |
| Piattaforma alta (dettagli) | Arvid Wallman     | 183,5    | Nils Skoglund     | 183,0    | John Jansson  | 175,0    |

### Femminili
| Evento                 | Oro              | Perform. | Argento          | Perform. | Bronzo       | Perform. |
| Trampolino (dettagli)  | Aileen Riggin    | 539,9    | Helen Wainwright | 534,8    | Thelma Payne | 534,1    |
| Piattaforma (dettagli) | Stefanie Clausen | 173,0    | Eileen Armstrong | 166,0    | Eva Olliwier | 166,0    |

## Medagliere
| Posizione | Paese         | Oro | Argento | Bronzo | Totale |
| --------- | ------------- | --- | ------- | ------ | ------ |
| 1         | Stati Uniti   | 3   | 2       | 3      | 8      |
| 2         | Svezia        | 1   | 2       | 2      | 5      |
| 3         | Danimarca     | 1   | 0       | 0      | 2      |
| 4         | Gran Bretagna | 0   | 1       | 0      | 1      |
| Totale    | Totale        | 5   | 5       | 5      | 15     |